# Lami (Fidji)
Pour les articles homonymes, voir Lami.
Lami est une ville de la république des Fidji, située dans la province de Rewa, en région centrale.

## Géographie

### Localisation
Lami est située à 3 kilomètres au nord-ouest de la capitale des Fidji, Suva

## Démographie
Déclaré municipalité constitué en 1977, Lami est peuplée de 20 529 habitants lors du recensement de 2007.